# Podelzig
Podelzig település Németországban, azon belül Brandenburgban. Lakosainak száma 896 fő (2023. december 31.). Podelzig Lebus és Reitwein községekkel határos.

## Népesség
A település népességének változása:
| Lakosok száma | 841  | 847  | 895  | 905  | 896  |
|               | 2017 | 2019 | 2021 | 2022 | 2023 |